# Lia (가수)
Lia(리아)는 일본의 싱어송라이터로, I've Sound의 참여 가수이다. 15세에 미국으로 건너가 대학을 마치고 로스앤젤레스에서 활동하던 중, 에어의 오프닝 테마 〈새의 시〉를 부른 것을 계기로 귀국하였다. 미국이나 영국에서 해피 하드코어 분야에서도 활동하고 있으며, 이니셜D 포스 스테이지의 All around와 같은 유로 비트나 Sky High를 에이벡스를 통해 노래하였다.

## Queens label
리아의 CD나 DVD 대부분을 발매하고 있는 Queens label는 I've나 Key Sounds Label의 자매 음악 제작 라벨이다.
제작된 CD나 DVD는「Queens label」또는「PONY CANYON」의 유통 경로를 따라 발매된다. Queens label에서만 유통된 작품은 오리콘 등의 순위에는 반영되지 않는다.
유통 패턴은 다음과 같다.
Queens label 유통
소프트웨어 포함 유통으로, 일반 음반 매장에서 판매되지 않는다. 소프트웨어에 포함되어 유통되므로 소프트웨어 매장에서 판매된다
PONY CANYON·Queens label 유통
음악 유통으로, 일반 음반 매장에서 판매된다.

## 연혁
4세부터 클래식 발레를 시작하고, 8세부터 뮤지컬등의 무대에서 활약했다. 12세에 주연으로 발탁되어 이후 수많은 무대에 출연하고, 15세에 미국으로 건너갔다. 그 후 본격적으로 음악의 길로 나아간다고 결심하고, 미국 거주 중 클래식으로부터 재즈, 가스펠까지, 어떤 음악이라도 불러 해낼 수 있는 진정한 가수를 목표로 해 트레이닝을 계속한다. 
조나단·버틀러의 백 보컬이나 Reverece Gospel Choir의 멤버로서 활동을 하면서, 여러 가지 콘테스트, 페스티벌에서 수상했다. LA 거주 중에, Key 발매의 초히트작 「AIR」의 테마곡을 부르는 싱어로 발탁된다. 2003년 9월에는 이나바 아키라의 앨범에서 듀엣 참가. 이탈리아어로 「VIVO PER LEI」의 커버를 불러, 싱어로서의 폭을 넓혔다. 한편으로 UK, USA의 HARDCORE 싱어로서 활동도 개시. 영국, 미국에서 발매된 HAPPY HARDCORE의 컴필레이션 CD에 참가하고, 그 후 UK에서 「LIA」이름으로 아날로그 레코드 발매를 했다. 그리고 2004년 6월 25일, queens label 첫 솔로 앨범을 발매했다.

## 대한민국에서의 활동
- 2005년 8월 5일 주한 일본 대사관 주최로 열린 제5회 JMIC 노래자랑대회에 게스트로 참여하였다.
- 2005년 8월 6일 한국에서 팬 매팅 행사를 개최했다. 성우/애니송 커뮤니티 SORICHU의 주최로 민들레 영토 홍대점에서 개최되었으며 질의응답, 노래, 사인회 순으로 진행되었다.

## 음반

### 리아 명의

#### 싱글
- 〈Natukage/nostalgia〉
- 〈SHIFT -世代の向こう-〉
- 〈Birthday Song, Requiem〉
- 〈Spica/Hanabi/Moon〉
- 〈君の余韻 ~遠い空の下で~〉
- 〈PRIDE ~try to fight!~〉
- 〈Over the Future〉
- 〈時を刻む唄/TORCH〉
- 〈ビーダー·フォーエバー/明日に向かって Get Dream!〉
- 〈doll/human〉

#### 미니 앨범
- 〈gift〉

#### 앨범
1. 《prismatic》
2. 《dearly》
3. 《new moon》

- Colors of Life
- THE FORCE OF LOVE
- Lia*COLLECTION ALBUM Vol.1 Diamond Days
- Lia*COLLECTION ALBUM Vol.2 Crystal Voice

#### DVD
- Lia 1st Concert Lia's Cafe "Prologue" at Shibuya O-East
- Lia COLLECTION LIVE "THE LIMITED" at Zepp Tokyo 2007.9.17

### LIA 명의

#### 앨범
1. enigmatic LIA
2. enigmatic LIA 2

- LIA*COLLECTION ALBUM SPECTRUM RAYS

#### 아날로그 음반
- I'm Feeling

## 노래
- 〈鳥の詩 도리노 우타[*](새의 시)〉 - 게임 《에어》 오프닝 테마
- 〈Farewell song〉 - 게임 《에어》 엔딩 테마
- 〈夏影 나쓰카게[*](여름 그림자)〉 - 게임 《에어》 이미지 송
- 〈青空 아오소라[*](푸른 하늘)〉 - 게임 《에어》 삽입곡
- 〈Ana〉 - 게임, 애니《클라나드》 삽입곡
- 〈約束 야쿠소쿠[*](약속)〉 - 극장 애니 《CLANNAD》 이미지 송
- 〈Light colors〉 - 게임《토모요 애프터》 오프닝 테마
- 〈Life is like a Melody〉 - 게임《토모요 애프터》 엔딩 테마
- 〈The Force of Love〉 - 게임 《RF 온라인》 테마 송
- 〈明日に向かって  아시타에 무캇테[*](내일을 향해) Get Dream!〉 - 애니 《폭구Hit! 크래쉬 비드맨》 엔딩 테마
- 〈PRIDE ～try to fight!～〉 - 애니 《폭구Hit! 크래쉬 비드맨》 엔딩 테마
- 〈Over the Future〉 - 애니 《폭구Hit! 크래쉬 비드맨》 엔딩 테마
- 〈Girls Can Rock〉 / 〈Feel Like A Girl〉 - 애니 《스쿨럼블 2학기》 삽입곡
- 〈Horizon〉 - 게임 《비트매니아 IIDX11 레드》 수록곡
- 〈All around〉 / 〈Sky high〉 - 애니 《이니셜 D fourth stage》 삽입곡
- 〈doll〉 - 애니《건슬링거 걸: IL TEATRINO》 엔딩 테마
- 〈human〉 - 애니 《건슬링거 걸: IL TEATRINO》 커슬링 곡
- 〈時を刻む唄 도키오 기자무 우타[*]〉(시간을 새기는 노래) - TV애니메이션 《클라나드 ~애프터 스토리~)》 오프닝 테마
- 〈TORCH〉- TV애니메이션 《클라나드 ~애프터 스토리~)》 엔딩 테마
- 〈Saya's Song〉- 게임 《리틀 버스터즈!》 엔딩 테마
- 〈赤い約束 아카이 야쿠소쿠[*]〉- 게임 《Fortune Arterial》 엔딩테마 ("Veil"이라는 예명을 사용함)
- 〈My Soul, Your Beats!〉애니《Angel Beats!》 오프닝 테마
- 〈인연의 색깔(絆-kizunairo-色)〉 애니 《Fortune Arterial 붉은 약속》 오프닝 테마
- 〈I miss you〉 애니 《Fortune Arterial 붉은 약속》 엔딩 테마 ("Veil"이라는 예명을 사용함)
- 〈メテオ〉- 동인음악 《보컬로이드》보컬로이드 프로듀서인 じょん의 meteor 수록곡 (IA 발매기념으로 니코니코동화에 투고됨)

## 같이 보기
- I've Sound
- IA -ARIA ON THE PLANETES-